# 襄城県
襄城県（じょうじょう-けん）は中華人民共和国河南省許昌市に位置する県。

## 行政区画
- 街道:城関街道、茨溝街道
- 鎮:麦嶺鎮、潁陽鎮、王洛鎮、紫雲鎮、庫荘鎮、十里鋪鎮、山頭店鎮、汾陳鎮
- 民族鎮:潁橋回族鎮
- 郷:湛北郷、丁営郷、姜荘郷、范湖郷、双廟郷